# La Tête sous l'eau
La Tête sous l'eau est le 4e épisode de la saison 6 de Buffy contre les vampires.

## Résumé
Buffy se trouve confrontée à de sérieux problèmes financiers et, pour couronner le tout, la cave de la maison est complètement inondée à cause d'une fuite d'eau. Elle se rend donc à la banque pour demander un prêt mais celui-ci lui est refusé. Un démon fait irruption dans la banque et Buffy se bat contre lui. Le démon finit par prendre la fuite mais ce n'était qu'une diversion car, pendant ce temps, de mystérieux cambrioleurs ont dévalisé la banque. Plus tard, Giles revient à Sunnydale et retrouve Buffy alors que le Scooby-gang identifie le démon que Buffy a combattu.
Ce démon a en fait été invoqué par le Trio. Il exige d'eux, en paiement de ses services qu'ils éliminent la Tueuse. Ils se contentent cependant de lui donner son adresse. Giles a une sérieuse discussion avec Willow sur le sort qu'elle a jeté pour ressusciter Buffy. Il finit par se mettre en colère, lui reprochant de ne pas avoir mesuré toutes les conséquences de son geste. Il lui dit qu'elle a eu de la chance de s'en sortir si bien. Willow prend très mal ces reproches. Plus tard dans la nuit, le démon s'introduit chez les Summers et Buffy se bat contre lui, finissant par le noyer dans la cave inondée, mais d'importants dégâts ont été faits dans la maison au cours du combat. Le lendemain, Buffy reçoit un appel d'Angel et va le retrouver car elle a besoin de le voir.

## Statut particulier
Noel Murray, du site The A.V. Club, estime que l'épisode traite principalement « des conséquences de la résurrection de Buffy et de son retour agité à la normalité » et que « l'intrigue du monstre-de-la-semaine est mieux intégrée à l'histoire » que lors de l'épisode précédent. Pour la BBC, cet épisode allège l'ambiance lugubre du début de saison, avec un retour en force de l'humour et des « dialogues vifs », et annonce aussi la suite de la saison avec l'introduction du Trio, sur lequel les rédacteurs sont divisés, et la brillante confrontation entre Giles et Willow. Mikelangelo Marinaro, du site Critically Touched, lui donne la note de B, évoquant un épisode « étonnamment correct » qui souffre de « problèmes de logique » concernant la situation domestique de Buffy et d'un « démon ennuyeux » mais heureusement peu présent, mais qui bénéficie en revanche d'un « humour noir brillamment écrit », d'un « exposé glaçant du développement effrayant du personnage de Willow » et de « l'excellent effet comique introduit par le Trio ».

## Distribution

### Acteurs et actrices crédités au générique
- Sarah Michelle Gellar : Buffy Summers
- Nicholas Brendon : Alexander Harris
- Emma Caulfield : Anya Jenkins
- Michelle Trachtenberg : Dawn Summers
- James Marsters : Spike
- Alyson Hannigan : Willow Rosenberg

### Acteurs et actrices crédités en début d'épisode
- Anthony Stewart Head : Rupert Giles
- Danny Strong : Jonathan Levinson
- Adam Busch : Warren Mears
- Tom Lenk : Andrew Wells
- Todd Stashwick : le démon M'Fashnik
- Amber Benson : Tara Maclay